# Platja de sa Figuera
La platja de sa Figuera és una platja natural del municipi de Cadaqués (Alt Empordà) situada al Parc Natural del Cap de Creus, al sud de la població, entre la punta de sa Figuera i la punta des Pelegrí. És potser la platja més allunyada d'una població a la Costa Brava. S'hi accedeix a peu per camins desdibuixats, al sud de Cadaqués. Està orienta al sud-est. Té una longitud de 19 m i una amplada de 23 m, formada per sorres, graves i còdols.